# Iris Vianey Mendoza Mendoza
Iris Vianey Mendoza Mendoza (El Aguaje, Michoacán, 26 de agosto de 1981). Es una política mexicana, miembro del Partido de la Revolución Democrática, es Senadora por lista nacional para el período de 2012 a 2018, habiendo solicitado licencia al cargo el 6 de febrero de 2014.

## Biografía
Iris Vianey Mendoza Mendoza es oriunda del poblado de El Aguaje en el municipio de Aguililla, en la región de la Tierra Caliente de Michoacán. Posteriormente de trasladó a la ciudad de Apatzingán de la Constitución, donde cursó sus estudios básicos y realizó sus estudios profesionales en la Universidad Michoacana de San Nicolás de Hidalgo, de donde egresó con el título de abogada.
Inició sus actividades políticas y militancia en el PRD a los 14 años de edad, fue Secretaria de los Jóvenes del comité municipal del PRD en Apatzingán y participante en congresos estatales y nacionales del partido; fue regidora del Ayuntamiento de Apatzingán de 2005 a 2007 y desempeño la coordinación en el XII Distrito Electoral Federal de Michoacán de las campañas electorales de Andrés Manuel López Obrador a la presidencia en 2006 y de Leonel Godoy Rangel en 2008 a la gubernatura. Este último, al ser electo, la nombró titular de la Secretaría de los Jóvenes en el estado de 2008 a 2011.
En 2012 fue elegida Senadora por Lista Nacional para el período de 2012-2018. En el Senado se ha desempeñado como secretaria de la Mesa Directiva, así como de las comisiones de Comunicaciones y Transportes, de Relaciones Exteriores Asia-Pacífico, y de Seguridad Pública, y como integrante de la comisión de Defensa Nacional.
A inicios del mes de febrero de 2014 fue dada a conocer en redes sociales una fotografía donde se le ve en una presunta fiesta junto a Melissa Plancarte, hija de Enrique Plancarte Solís, uno de los cabecillas del cártel de los Caballeros templarios en el contexto de los enfrentamientos entre este grupo criminal y los grupos de autofensa surgidos en la región de la Tierra Caliente. Líderes de las autodefensas la señalaron como miembro del cártel delictivo, hecho negado por ella, que el 6 de febrero presentó una denuncia ante la Procuraduría General de la República, demandando ser investigada para comprobar su inocencia; finalmente, el mismo día solicitó y obtuvo licencia como Senadora de la República para permitir que se llevaran a cabo dichas investigaciones.